# AutoCAD
Az AutoCAD a személyi számítógépeken piacvezető CAD, mérnöki tervező szoftver. Eredetileg vektorgrafikus rajzoló programnak indult. Rendkívül rugalmas és változatos eszközökkel rendelkezik, melyekkel a program testreszabható, így AutoLISP és C nyelveken, valamint Visual Basic for Application nyelven programozható, de könnyen alakítható a menürendszer, különböző makro lehetőségek is rendelkezésre állnak.
Ez a rugalmasság lehetővé tette, hogy alapul szolgáljon egy sor AutoCAD-re épülő alkalmazásnak, melyeket egyrészt maga a fejlesztő Autodesk cég, másrészt külső fejlesztők készítettek. Különlegessége, hogy rengeteg szakági alkalmazást fejlesztettek alá többek között építészeti, gépészeti, építőipari, elektromos, geodéziai, térinformatikai stb. céllal.
Az AutoCAD rajzelemekből építkezik. Vannak egyszerű rajzelemek például vonal, kör, körív és összetett rajzelemek: vonallánc, méretezés. A blokk a felhasználó által tetszőleges rajzelemekből összeállított rajzelem. Az AutoCAD rajzba be lehet illeszteni raszter-fájlokat is. A külső referencia egy másik AutoCAD rajz beillesztése a rajzba úgy, hogy csak a közeli, vagy távoli hálózaton elfoglalt helyét kell megadni és a program beilleszti a rajzba. Ezzel a technikával az interneten keresztül elérhető távoli munkahelyek is képesek ugyanazon a terven dolgozni.
Legújabb változata már biztosítja a parametrikus blokkok használatát is. Támogatja a térbeli modellezést, látványtervezést, adatbázisok számára kivonatok készítését, rajzok és hagyományos alfanumerikus adatbázisok dinamikus összekapcsolását, internetes közzétételi lehetőségeket, a nyomtatási elrendezések, stílusok kezelését. Az Autodesk már régóta magyarítja is ezt a programot .
Az AutoCAD rajzfájl formátumát, gyakorlatilag minden más CAD és CAM program is legalább olvasni, de gyakran írni is tudja. Létezik a rajzfájlnak egy másik, szövegszerkesztővel olvasható és írható változata is, a DXF formátum, ez is általánosan elterjedt, ipari szabvánnyá vált.
A programnak elkészült egy csökkentett funkcionalitású, olcsóbb változata is, amelyet AutoCAD LT néven forgalmaznak.
Az AutoCAD a legelterjedtebb CAD szoftver a világon, Autodesk becslések szerint 2006-ban, mintegy egymilliárd AutoCAD DWG formátumú rajz volt használatban.

## AutoCAD alapú szakmai CAD szoftverek[2]
Az AutoCAD rugalmas felépítése lehetővé teszi, hogy a különböző mérnöki területek eltérő szakmai igényeihez alkalmazkodó speciális CAD szoftverek készüljenek, melyek egész sorát fejlesztették ki független szoftverfejlesztő cégek. Az Autodesk saját AutoCAD alapú szakmaspecifikus szoftverjei 2012-ben az alábbiak:
- AutoCAD Architecture építészeti tervezésre. Ablakok, ajtók, lépcső szerkesztése, metszetek, homlokzat generálás alaprajzból.
- AutoCAD Civil 3D közlekedéssel, területfejlesztéssel, vízelvezető rendszerekkel kapcsolatos projektek tervezése AutoCAD környezetben.
- AutoCAD Electrical villamos szabályozás és vezérlés tervezéséhez
- AutoCAD LT olcsóbb változat Windows és Macintosh környezetre. Minden DWG rajz beolvasható, de csak 2D-ben szerkeszthető, néhány további korlátozással.
- AutoCAD Map 3D térbeli terepmodell, GIS és rajzi információk összekapcsolása
- AutoCAD Mechanical gépészeti tervezéshez
- AutoCAD MEP épületgépészeti és épületvillamossági tervezőrendszer
- AutoCAD P&ID csővezeték és műszerezés tervező szoftver
- AutoCAD Raster Design raszteres képek feldolgozása DWG formátumba automatikus és fél automatikus eljárásokkal. Papír térképek, műhold felvételek feldolgozására alkalmas
- AutoCAD Structural Detailing acélszerkezetek csomópontjainak és egyéb részleteinek tervezésére szolgáló eszköz.
- AutoCAD Utility Design szoftver villamos hálózat tervezéséhez

## Verziók (amerikai kiadás)
| Hivatalos elnevezés | Verzió | Kiadás | Kiadás dátuma     | Megjegyzés |
| ------------------- | ------ | ------ | ----------------- | ---------- |
| AutoCAD Version 1.0 | 1.0    | 1      | 1982. december    |            |
| AutoCAD Version 1.2 | 1.2    | 2      | 1983. április     |            |
| AutoCAD Version 1.3 | 1.3    | 3      | 1983. augusztus   |            |
| AutoCAD Version 1.4 | 1.4    | 4      | 1983. október     |            |
| AutoCAD Version 2.0 | 2.0    | 5      | 1984. október     |            |
| AutoCAD Version 2.1 | 2.1    | 6      | 1985. május       |            |
| AutoCAD Version 2.5 | 2.5    | 7      | 1986. június      |            |
| AutoCAD Version 2.6 | 2.6    | 8      | 1987. április     |            |
| AutoCAD Release 9   | 9.0    | 9      | 1987. szeptember  |            |
| AutoCAD Release 10  | 10.0   | 10     | 1988. október     |            |
| AutoCAD Release 11  | 11.0   | 11     | 1990. október     |            |
| AutoCAD Release 12  | 12.0   | 12     | 1992. június      |            |
| AutoCAD Release 13  | 13.0   | 13     | 1994. november    |            |
| AutoCAD Release 14  | 14.0   | 14     | 1997. február     |            |
| AutoCAD 2000        | 15.0   | 15     | 1999. március     |            |
| AutoCAD 2000i       | 15.1   | 16     | 2000. július      |            |
| AutoCAD 2002        | 15.6   | 17     | 2001. június      |            |
| AutoCAD 2004        | 16.0   | 18     | 2003. március     |            |
| AutoCAD 2005        | 16.1   | 19     | 2004. március     |            |
| AutoCAD 2006        | 16.2   | 20     | 2005. március     |            |
| AutoCAD 2007        | 17.0   | 21     | 2006. március     |            |
| AutoCAD 2008        | 17.1   | 22     | 2007. március     |            |
| AutoCAD 2009        | 17.2   | 23     | 2008. március     |            |
| AutoCAD 2010        | 18.0   | 24     | 2009. március 24. |            |
| AutoCAD 2011        | 18.1   | 25     | 2010. március 25. |            |
| AutoCAD 2012        | 18.2   | 26     | 2011. március 22. |            |
| AutoCAD 2013        | 19.0   | 27     | 2012. március 27. |            |
| AutoCAD 2014        | 19.1   | 28     | 2013. március 26. |            |
| AutoCAD 2015        | 20.0   | 29     | 2014. március 27. |            |
| AutoCAD 2016        | 20.1   | 30     | 2015. március 23. |            |
| AutoCAD 2017        | 21.0   | 31     | 2016. március 21. |            |
| AutoCAD 2018        | 22.0   | 32     | 2017. március 21. |            |
| AutoCAD 2019        | 23.0   | 33     | 2018. március 22. |            |
| AutoCAD 2020        | 23.1   | 34     | 2019. március 27, |            |
| AutoCAD 2021        | 24.0   | 35     | 2020.március 25.  |            |
| AutoCAD 2022        | 24.1   | 36     | 2021. március 23. |            |
| AutoCAD 2023        | 24.2   | 37     | 2022. március 28  |            |
| AutoCAD 2024        | 24.3   | 38     | 2023. március 27  |            |
| AutoCAD 2025        | 25.0   | 39     | 2024. március 26  |            |